# Naturschutzgebiet Durchbruchstal der Warnow und Mildenitz

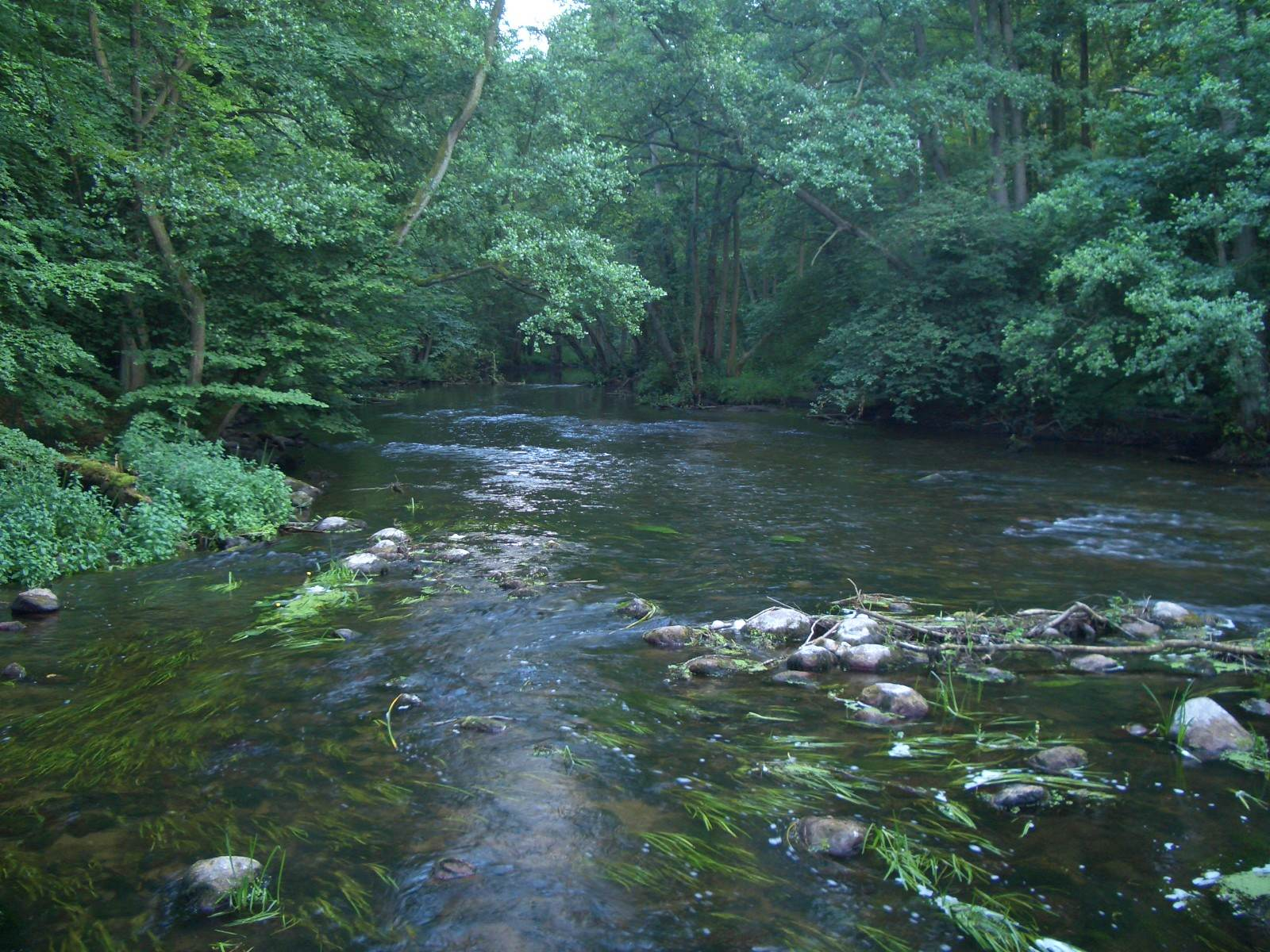
Warnowdurchbruch und angrenzende Steilhänge

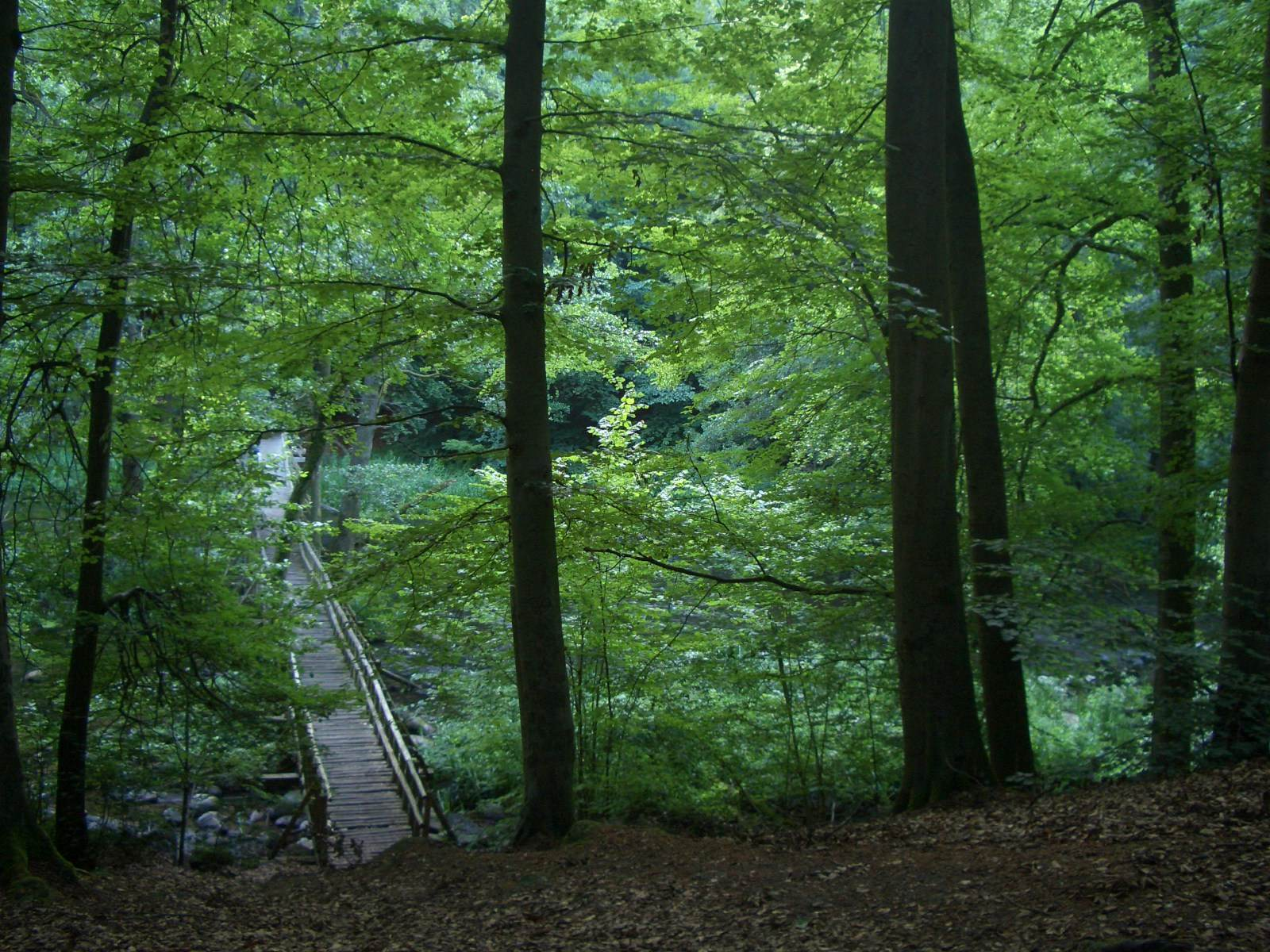
Laubmischwald und Brücke

Das Naturschutzgebiet  Durchbruchstal der Warnow und Mildenitz ist ein Naturschutzgebiet in Mecklenburg-Vorpommern. Es umfasst ein 80 Hektar großes Gebiet an der Mündung des Flusses Mildenitz in die Warnow.
Das Schutzziel des am 24. April 1965 ausgewiesenen Gebietes ist es, eines der größten Durchbruchstäler im Bundesland sowie einen drei Kilometer langen Flussabschnitt zu erhalten, der bisher ohne wasserbauliche Veränderungen ist. Ebenfalls sollen die auf den angrenzenden Steillagen stockenden Mischwälder erhalten werden. Der Zustand des Gebietes wird als gut eingeschätzt. Probleme bereiten Nährstoffeinträge in das Flusssystem. Die schützenswerte Bachmuschel kommt vor, wobei unklar ist, ob noch eine reproduktionsfähige Population vorhanden ist.
Gekennzeichnete Wanderwege ermöglichen ein Betreten des Gebiets.
Das Naturschutzgebiet liegt im Naturpark Sternberger Seenland. Das Naturschutzgebiet ist nach EU-Recht als Bestandteil des FFH-Gebiets Warnowtal mit kleinen Zuflüssen ausgewiesen.